# Valentin Masengo Mkinda
Valentin Masengo Mkinda (* 10. Dezember 1940 in Kahako, Demokratische Republik Kongo; † 26. Oktober 2018 in Lutembo) war ein kongolesischer Geistlicher und römisch-katholischer Bischof von Kabinda.

## Leben
Valentin Masengo Mkinda empfing am 15. Juli 1969 das Sakrament der Priesterweihe.
Am 2. November 1995 ernannte ihn Papst Johannes Paul II. zum Bischof von Kabinda. Der Erzbischof von Kinshasa, Frédéric Kardinal Etsou-Nzabi-Bamungwabi CICM, spendete ihm am 18. Februar 1996 die Bischofsweihe; Mitkonsekratoren waren der emeritierte Bischof von Kabinda, Matthieu Kanyama, und der Bischof von Luebo, Erzbischof Emery Kabongo Kanundowi.